# Берчвуд (містечко, Вісконсин)
Берчвуд (англ. Birchwood) — місто (англ. town) в США, в окрузі Вошберн штату Вісконсин. Населення — 605 осіб (2020).

## Демографія
Згідно з переписом 2010 року, у місті мешкало 478 осіб у 216 домогосподарствах у складі 161 родини. Було 757 помешкань
Расовий склад населення:
| - 97,5 % — білих - 1,7 % — корінних американців |

До двох чи більше рас належало 0,8 %. Частка іспаномовних становила 0,6 % від усіх жителів.
За віковим діапазоном населення розподілялося таким чином: 13,6 % — особи молодші 18 років, 58,2 % — особи у віці 18—64 років, 28,2 % — особи у віці 65 років та старші. Медіана віку мешканця становила 55,7 року. На 100 осіб жіночої статі у місті припадало 102,5 чоловіків;  на 100 жінок у віці від 18 років та старших — 104,5 чоловіків також старших 18 років.
Середній дохід на одне домашнє господарство  становив 76 562 долари США (медіана — 60 000), а середній дохід на одну сім'ю — 81 497 доларів (медіана — 67 500). Медіана доходів становила 56 250 доларів для чоловіків та 42 500 доларів для жінок. За межею бідності перебувало 5,9 % осіб, у тому числі 13,2 % дітей у віці до 18 років та 1,1 % осіб у віці 65 років та старших.
Цивільне працевлаштоване населення становило 157 осіб. Основні галузі зайнятості: виробництво — 26,1 %, освіта, охорона здоров'я та соціальна допомога — 22,9 %, роздрібна торгівля — 17,2 %.